# 約書亞·D·安格里斯特
約書亞·戴维·安格里斯特（英語：Joshua David Angrist，1960年9月18日—）是以色列裔美国经济学家和麻省理工学院福特经济学教授。他的研究領域有勞動經濟學、城市经济学和教育经济学。此外他還是麻省理工学院学校效率与不平等倡议（School Effectiveness & Inequality Initiative）的联合创始人和联合主任，该倡议研究美国人力资本与貧富差距（收入不平等）之间的关系。2021年，約書亞·D·安格里斯特憑藉“對因果關係分析的方法學貢獻”与戴维·卡德和吉多·因本斯共同獲得诺贝尔经济学奖。

## 生平
乔舒亚生于美国俄亥俄州哥伦布，在宾夕法尼亚州匹兹堡长大。1982年，乔舒亚获欧柏林学院经济学学士学位，1982年至1985年前往以色列，在以色列国防军当伞兵，1987年和1989年分别获得普林斯顿大学文学硕士和哲学博士，博士论文《从经济计量学角度分析越战时期抽签入伍制度》由奥利·阿什费尔特指导，在《美国经济评论》分篇发表。乔舒亚取得哲学博士文凭后，赴哈佛大学担任助理教授，直至1991年回以色列担任耶路撒冷希伯來大學高级讲师。晋升为希伯来大学副教授后，乔舒亚1996年任麻省理工学院经济系副教授，1998年升任全职教授，2008年起任麻省理工经济学福特教授，主讲计量经济学和劳动经济学。乔舒亚为美國全國經濟研究所、IZA劳动经济学研究所、美國經濟學會、美国统计协会、经济计量学会、美国人口协会和劳动经济学会成员，在《计量经济学》、《美国经济评论》、《美国应用经济期刊》、《商业与经济统计期刊》、《经济学快报》、《劳动经济学》和《劳动经济学期刊》任编辑。
持有美国与以色列双重国籍，现居美国马萨诸塞州布鲁克莱恩。

## 研究内容
乔舒亚·安格里斯特主要研究教育、学校改革、社会项目与劳动市场的经济现象、移民带来的影响、劳动市场监管与机构及评估项目与政策的计量经济学方法。在注册IDEAS/RePEc的5.6万名经济学家中，乔舒亚的研究成果数量排前50，经常与吉多·因本斯、艾伦·B·克鲁格、维克多·拉维、帕拉·帕塔克及乔恩-史蒂芬·皮施克等人合著论文，其中于2009年和皮施克发表专著《大体上无害处的计量经济学》（Mostly Harmless Econometrics），探讨实证研究人员使用的计量经济学工具，2014年再和皮施克发表面向经济计量学本科学生的著作《掌握“指标”：从原因到结果的过程》（Mastering 'Metrics': The Path from Cause to Effect）。

### 教育经济学

#### 研究学校教育的回报
乔舒亚有大量研究聚焦于教育经济学，从学校教育的回报讲起。乔舒亚和克鲁格早期的一项研究按照规定入学年龄和义务教育年龄的政策和法律，利用儿童出生季节与教育程度的关系，推算出学校教育的回报与他们的普通最小二乘法估算结果相近，证明义务教育法只能留住10%想离开的学生。安格里斯特和克鲁格早期依照越战时期抽签征兵制度，使用工具变量估算学校教育回报。他们后来对分割样本的工具变量研究虽然证实了他们对义务教育的发现，但却不能支持派生自抽签征兵制度研究的学校教育回报估算结果。在与达隆·阿齐默鲁合作的研究中，安格里斯特进一步使用美国义务教育法的发展，估算出人力资本的外部性约为1%，从统计层面看并不显著。安格里斯特还研究1980年代约旦河西岸地区和加沙地带学校教育成效大幅度减少的现象，也和李维研究摩洛哥学校教育回报，通过当地学校讲课语言从法语变为阿拉伯语的政策，发现摩洛哥青年的法语写作能力下降，在学校上学的成效大幅度减少。

#### 研究学生学习的决定性因素
安格里斯特对教育经济的另一项研究是各种学习输入与规则的影响。在与李维进行的深入研究中，他依照迈蒙尼德法则将班级学生规模限制在40人，以此研究班级规模对以色列学校教育成果的影响，结果发现减少班级规模能大幅度提升四年级生和五年级生的考试成绩，但无法提升三年级生的成绩。通过进一步研究，两人发现师范教育可以多快好省地提升学生考试成绩（至少在世俗学校是这样），由计算机系统辅导的教育未必如此；另外，透过现金诱导鼓励高中女生把更多时间投入到考试准备上，可以提升她们的成绩，但放在男生身上未必有效。类似地，安格里斯特、菲利普·奥利奥普洛斯和丹尼尔·朗在一项研究中比较了学业指导服务、金钱诱导及双管齐下对加拿大大学一年级学生的影响，结果发现双管齐下能提高女生在一年级和二年级时的成绩，对男生则毫无影响。在与埃里克·贝廷格、埃里克·布鲁姆（Erik Bloom）、伊丽莎白·金（Elizabeth King）和麥可·克雷默对哥伦比亚私立学校学券制的研究中，安格里斯特发现学券获得者中，有10%能完成初中学业，5-7%能完成高中学业，并且在考试中取得比标准差高0.2的成绩，认为学券带来的收益可能高于其24美元的成本。另一个研究课题是教育中的同伴效应，譬如与凯文·朗就大都会教育机会委员会主办学校合并进行的研究，与阿蒂拉·阿卜杜勒卡迪罗格鲁（Atila Abdulkadiroglu）和帕拉·帕塔克就波士顿和纽约超额报名的考试学校进行的研究，结果显示两个案例带来的影响轻微及适中。针对教师考试带来的影响，安格里斯特和乔纳森·古瑞安（Jonathan Guryan）在美国进行研究，结果发现国家规定的教师考试没有提升教师的水平，反倒提高了他们的薪资，同时西班牙裔教师比例减少，降低教师的多样性。在与李维和安娜莉亚·施劳瑟（Analia Schlosser）进行的研究中，安格里斯特通过对双胞胎新生儿差异及父母对混性别兄弟姐妹组成的偏好，否定蓋瑞·貝克权衡儿童质量与数量的假说。

##### 研究特许学校
自2000年代末起，安格里斯特和帕塔克、阿卜杜勒卡迪罗格鲁、 苏珊·戴纳尔斯基、托马斯·凯恩和克里斯托弗·沃特斯（Christopher Walters）对美国的特许学校开展了广泛的研究。在对KIPP林恩学院的研究中，他们估算好的出勤率能将学生的数学成绩提高到0.35个标准差，将英语成绩提高到0.12个标准差，英语水平有限、有特殊教育需求或成绩低于标准线的学生受益最多。除了KIPP林恩学校，他们还学生波士顿特许学校的出勤率普遍提升了初中高中学生的考试成绩，尤其是需要抽签分学位的学校，但对试点学校（涵盖部分集体谈判条款、在教育政策上有更多自主性的公立学校）学生考试成绩影响很小，或是从统计学层面看不明显。后续研究将城市特许学校相比之下的成效归咎于采用城市教育中“不许有借口”（No Excuses）的方法，强调学生纪律及行为、传统的阅读和数学技能、数学时间及特聘教师。

### 劳动经济学
类似于对教育经济学的研究，安格里斯特经常在劳动经济学研究中运用准自然实验来确定因果关系。安格里斯特按照自己的学位论文，利用越战抽签征兵制度，估算出越战退伍老兵的毕生收入比非越战退伍老兵减少约15%。考虑到教育与培训补贴等退伍军人福利（依照《美国军人权利法案》），他认为这些措施将美国的学校教育时间提升到约1.4年，将老兵的收入提高到6%。在利用美国征兵制度特征进行的后续研究中，安格里斯特研究了1980年代志愿兵劳动市场的效益，估算出当时志愿兵服役期间的收入比平民高，退伍后的就业率也比平民高，但充其量只是提高他们退伍后的收入，而且对白人来说，退伍后收入反而少了。安格里斯特也和克鲁格研究美军二战退伍老兵的收入是不是比平民高，结果发现他们的收入最多和可供比较的平民一样多。两人在《劳动经济学手册》（Handbook of Labor Economics）一书中归纳对劳动经济学因果关系的研究，特别强调要干擾因素控制、固定效果模型、双重差分、工具变量估算和回归不连续性设计。在另一项关于美军的研究中，安格里斯特和约翰·H·约翰逊四世（John H. Johnson IV）用海湾战争估计工作原因分离对军属的影响，发现男兵部署和女兵部署对离婚率及配偶劳动供给的影响有较大差异。在与威廉·埃文斯（William Evans）合作的研究中，安格里斯特利用家庭对不同性别兄弟姐妹的偏好，用普通最小二乘法估算儿童对父母劳动供给的影响，结果发现家庭人口数目对丈夫方的劳动供给没有影响，对妻子方的影响则被高估。在两人后续的研究中，安格里斯特发现1970年国家堕胎改革影响到教育与劳动力市场结果，认为政策变动影响美国黑人青少年的生育率，从而提高了黑人女性的高中毕业率、大学出勤率和就业率。在和阿塞莫奥卢进行的另一项研究中，安格里斯特分析了《美国残疾人法案》的效益，发现法案生效初期残障人士就业率出现锐减，认为法案可能伤害到残障人士劳动力市场的结果。利用内婚制下的婚姻，安格里斯特研究美国的婚姻市场，发现男女性别比例增加了女性结婚的可能性，减少她们的失业程度。在与阿德里安娜·库格勒合作的研究中，安格里斯特发现劳动力市场机构会减少市场灵活性，加剧移民造成的本土失业现象，特别是受限产品市场。安格里斯特和库格勒也调查了哥伦比亚古柯价格与内战的关系，发现古柯种植业带来的经济机会会助长内战发生，其中种植古柯的乡村地区在暴力活动上有所上升。

### 计量经济学
除了实证研究，安格里斯特对计量经济学也做出重大贡献，尤其是工具变量估算的使用上。安格里斯特开发了等效于瓦德估算量的两阶段最小二乘法。他与吉多·因本斯提出局部平均处理效果概念，证明了辨别与估算的方法，演示如何用两阶段最小二乘法估算自变量的平均处理效果。在与因本斯和唐纳德·鲁宾进行的后续研究中，安格里斯特演示工具变量嵌入到潜在结果模型的方法，以此确定变量之间的因果关系。安格里斯特与伊本斯和库格勒开发出所谓的“刀切法工具变量估计量”（jackknife instrumental variables estimators），解决过度识别模型中两阶段最小二乘法估算带来的误差，与因本斯和凯瑟琳·格雷迪在联立方程式模型中解释工具变量估算量。安格里斯特与因本斯和阿尔贝托·阿巴迪研究《1982年职业培训合作法案》下实习生收入的分位数，发现法案对低薪的女性劳动者有重大影响，对男性学员的影响只在收入分布的上半区有影响。单就具有二元内生回归量的因变量模型，安格里斯特倾向使用两阶段最小二乘法、条件平均数乘法模型及带有内生二元回归量的分位數迴歸。他还认为局部平均处理效果与群体平均处理效果（如工具变量估算量的外部效度）之间存在关联。最终，安格里斯特与维克多·切尔诺朱科夫和伊万·费尔南德斯-瓦尔（Iván Fernández-Val）探讨了分位數迴歸，认为这种方法能最花销参数错误造成的加权均方误差损失函数。
在与克鲁格及乔恩-史蒂芬·皮施克（Jorn-Steffen Pischke）发表在《经济展望期刊》的文章里，安格里斯特一再强调要关注识别经济学因果关系的案例，例如对工具变量的使用，特别提到自己2010年回应爱德华·利默1983年在实证研究设计有重大改进像批判、因果关系再次得到关注引发的“公信力革命”的背景下，像以前批判微观经济学一样批判计量经济学。

## 奖项
安格里斯特为劳工研究所研究员、经济计量学会会士，2006年当选美国文理科学院院士。2007年8月，获圣加仑大学经济学荣誉博士，2011年获布达佩斯拉斯洛·拉伊克高级研究院颁发的年度约翰·冯·诺依曼奖。2021年，与吉多·因本斯共同斩获诺贝尔经济学奖。瑞典皇家科学院特别提到了他的贡献：

出自自然研究的数据很难解释......例如，针对一组（而非另一组）学生延长义务教育一年不会给组内的所有人带来均等的影响，有些学生无论如何都会继续学习，就这样看来，教育的价值通常不能代表整组人。那么，多上一年学究竟会有什么样的结果？1990年代中，乔舒亚·安格里斯特和吉多·因本斯解决了这个方法论问题，展示出如何用自然实验得出带因果关系的精确结果。